# Türkmenisztán világörökségi helyszínei
Türkmenisztán területéről eddig öt helyszín került fel a világörökségi listára, nyolc helyszín a javaslati listán várakozik a felvételre.
| | Az „ősi Merv” helytörténeti és kultúrpark |
| 1999 |                                           |
| Kulturális (II)(III) |                                           |
| Védett terület: 353,24 ha, puffer zóna: 883,3 ha, hivatkozás: 886 |                                           |
| Merv, Türkmenisztán legfontosabb emlékhelye egy oázisváros a Kara-kum sivatagban. A nagy kiterjedésű oázis települései négy évezreden át hatottak a közép-ázsiai és az iráni régió fejlődésére. Az Akhaimenida Birodalom idejében a Margiana nevű tartomány székhelye volt. Az arab uralom alatt a selyemút egyik fontos kereskedelmi csomópontjává vált, majd az iszlám terjeszkedés egyik bázisa lett. Később az Abbászida Kalifátus uralma alá került, és már ekkor fontos tudásközpont volt, ami tömegével vonzotta az iszlám világ filozófusait. Amikor a 12. században szeldzsukok elfoglalták korának egyik legjelentősebb településévé fejlődött. Híres volt könyvtáráról és komoly hatást gyakorolt kora építészetére, díszítőművészetére, kulturális és tudományos fejlődésére. 1221-ben a mongolok elfoglalták és lerombolták. Merv a legjobb állapotban megmaradt oázisváros a Selyemút mentén. Legfontosabb épületei közé tartozik a 12. századból megmaradt Szandzsár-mauzóleum, a Kiz-kala vár néhány falmaradványa, a város közepén álló mecset és vízgyűjtője, egy buddhista sztúpa és templom, az úgynevezett Oázis-ház a város északnyugati negyedében, valamint a fellegvár és a város 15. századi falai. |                                           |

| | Kunya-Urgencs |
| 2005 |               |
| Kulturális (II)(III) |               |
| Hivatkozás: 1199 |               |
| Az Észak-Türkmenisztánban az üzbég határ közelében fekvő Kunya-Urgencs legkorábbi emlékei az i. e. 6. vagy az i. e. 5. századra, a korai Akhaimenida Birodalom idejére datálhatók. Az i. sz. 1. században jelentős kereskedelmi központ volt. 712-ben arabok foglalták el, majd 995-ben a Hvárezmi Birodalom fővárosa lett. A birodalom 1194-ben érte el legnagyobb kiterjedését, amikor az általa uralt terület a Kaszpi-tengertől a Perzsa-öbölig terjedt. Ekkor a város Közép-Ázsia második legjelentősebb települése volt Buhara után. 1220-ban a mongolok lerombolták, de néhány év alatt újjáépült. A 14. század végén Timur hódításainak idején ismét romba dőlt, de lakosai végleg csak a 17. században hagyták el. A világörökségi helyszín három részből áll. A déli terület mecseteket, egy karavánszeráj kapuit, erődítményeket, mauzóleumokat és egy hatvan méter magas minaretet foglal magába, ezek mind a 11. és a 16. század között épültek. Az északi rész egy temető, közepén három mauzóleummal, míg a harmadik terület a város nyugati felén álló műemlékek összessége. Urgencs legszebb műemléke a nyolcszögű, húsz méter magas kupolával rendelkező Turabek Hanim-mauzóleum, ami a szúfi vallású uralkodó dinasztia temetkezési helye volt. A város korabeli épületei komoly művészi érzékről és szakértelemről tanúskodnak, hatásuk Irántól Afganisztánig kimutatható, és még a 16. században is hatottak az indiai Mogul Birodalom művészetére. |               |

| | Nisza párthus erődítményei |
| 2007 |                            |
| Kulturális (II)(III) |                            |
| Védett terület: 77,9 ha, puffer zóna: 400,3 ha, hivatkozás: 1242 |                            |
| Nisza az i. e. 3. és az i. sz. 3. század között fennálló Pártus Birodalom legkorábbi fővárosa volt. A birodalom fénykorában gátolta a római terjeszkedést, valamint jelentős kommunikációs és kereskedelmi közvetítő szerepet töltött be kelet és nyugat között. Ezalatt hagyományos kulturális elemeit hellén és nyugati hatásokkal ötvözte. A település a birodalom bukása után is lakott volt még körülbelül ezer évig, amikor a 13. század első harmadában a mongolok megtámadták és lerombolták. Az egykori fővárosból csak egy dombokon álló romterület maradt fenn, ahol a tervszerű ásatások csak 1930-as években kezdődtek meg. A feltárt romterület két részre oszlik Ó- és Új-Niszára. Ezt a két városrészt egy-egy településdomb, más néven tell alkotja. Az ásatások során lakó-, állami és vallási funkciókat betöltő díszített épületeket találtak. A tizennégy hektáron elterülő óvárosban állt a királyi vár, ami öt fontos épületrészt foglalt magába. Ezt az óvárost egy több mint negyven toronnyal megerősített fal zárja körül. A huszonöt hektáros Új-Niszában kapott helyet a lakóépületek túlnyomó többsége. Ezt a területet is fallal védték, amelynek magassága egyes helyeken eléri a kilenc métert. |                            |

| | Turán hideg téli sivatagai |
| Türkmenisztán, Kazahsztán és Üzbegisztán közös világörökségi helyszíne |                            |
| 2023 |                            |
| Természeti (IX)(X) |                            |
| Védett terület: 3 366 441 ha, puffer zóna: 622 812 ha, hivatkozás: 1693 |                            |
| A határokon átnyúló világörökségi helyszín tizennégy részből áll amelyek a mérsékelt övi Közép-Ázsia száraz területein találhatók a Kaszpi-tenger és a Turáni-hegység között. A területre szélsőséges időjárás jellemző nagyon hideg telekkel és forró nyarakkal, valamint a kemény körülményekhez sikeresen alkalmazkodó kivételesen változatos növény- és állatvilág. A helyszínen egy ezerötszáz kilométeres kelet-nyugati irányú sávban jelentős számú sivatagi ökoszisztéma alakult ki. A helyszínnek mind a tizennégy alkotórésze különbözik a többitől biodiverzitásban, sivatagi élőhelyeinek típusában vagy ökológiai folyamataiban. |                            |

| | A Selyemút a Zarafshon folyótól a Kara-kumig terjedő szakasza |
| Türkmenisztán, Tádzsikisztán és Üzbegisztán közös világörökségi helyszíne |                                                               |
| 2023 |                                                               |
| Kulturális (II)(III)(V) |                                                               |
| Védett terület: 669,679 ha, puffer zóna: 1 750,042 ha, hivatkozás: 1675 |                                                               |
| A Zarafshon-Karakum folyosó a közép-ázsiai selyemutak kulcsfontosságú szakasza, ami számos, más irányokba kiépült útvonalat is összeköt egymással. A zord hegyekben, termékeny folyóvölgyekben és lakhatatlan sivatagban található 866 kilométeres folyosó az elején egy kelet-nyugati irányú útvonal Zarafshon folyó mentén majd délnyugati irányban követi a Merv-oázisba vezető ősi karavánutakat a Kara-kum-sivatagban. Az i. e. 2. és az i. sz. 16. század között a Kelet és Nyugat közötti kereskedelem nagy részét a Selyemút mentén bonyolították, ahol hatalmas mennyiségű áru cserélt gazdát. Hosszú története alatt az útvonal mentén sokan utaztak, letelepedtek, hódítóként jelentek meg vagy idegen uralom alá kerültek, így az etnikumok, kultúrák, vallások, tudományok és technológiák olvasztótégelyévé vált. Ellenőrzése létfontosságú volt a helyi birodalmak és népek, köztük a szogdok, a pártusok, a szasszanidák a timuridák és a szeldzsukok számára. |                                                               |

## Javasolt helyszínek
| Név                                             | Kép | Típus      | Kritérium          | Év   | Hiv. |
| ----------------------------------------------- | --- | ---------- | ------------------ | ---- | ---- |
| A Selyemút türkmenisztáni helyszínei            |     | kulturális | II, III, IV, V, VI | 2010 |      |
| Badhyz természeti rezervátum                    |     | természeti | VII, IX, X         | 2009 |      |
| Sünt Haszardag természeti rezervátum            |     | természeti | X                  | 2009 |      |
| Koytendag dinoszaurusz lelőhelyei és barlangjai |     | természeti | VIII, X            | 2009 |      |
| Repetek bioszféra rezervátum                    |     | természeti | X                  | 2009 |      |
| Amu-darja természeti rezervátum                 |     | természeti | X                  | 2009 |      |
| Hazar természeti rezervátum                     |     | természeti | X                  | 2009 |      |
| Dehisztán (Mishrian)                            |     | kulturális | I, II, III, IV, V  | 1998 |      |